# 埃科勒
埃科勒（法語：École，法語發音：[ekɔl] ⓘ）是法国萨瓦省的一个市镇，属于尚贝里区。

## 地理
埃科勒（45°39'2"N, 6°10'3"E）面积29.65 平方千米，位于法国奥弗涅-罗讷-阿尔卑斯大区萨瓦省，该省份为法国东部省份，历史上为薩伏依的一部分，北起上萨瓦省，西接伊泽尔省和安省，南部和东部与上阿尔卑斯省和意大利接壤。
与埃科勒接壤的市镇（或旧市镇、城区）包括：新阿永、克莱里、拉孔波特、伊泽尔河畔格雷西、雅尔西、蒙塔约尔、圣皮埃尔达尔比尼、圣雷娜。

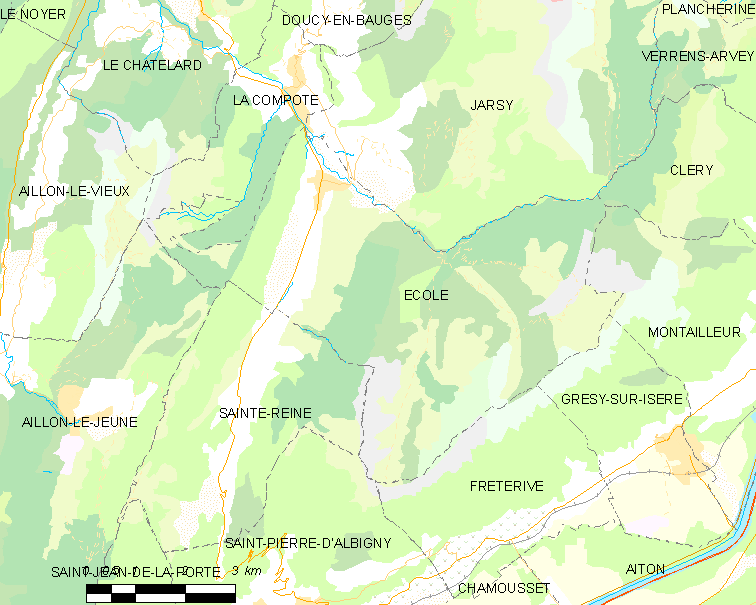
埃科勒的OSM定位图

埃科勒的时区为UTC+01:00、UTC+02:00（夏令时）。

## 行政
埃科勒的邮政编码为73630，INSEE市镇编码为73106。

## 政治
埃科勒所属的省级选区为圣阿尔邦莱斯县。

## 人口

1962-2008年间埃科勒人口变化图示

埃科勒于2022年1月1日时的人口数量为307人。